# 1П63 (прицел)
Коллиматорный прицел 1П63 предназначен для установки на автоматы АКМН, АК-74Н, АКС-74Н, АК-74М, АН-94, автоматы Калашникова «сотой серии» и ручные пулемёты РПКН, РПК-74Н, РПК-74М. Имеет кратность 1X. Разработан ЦКБ «Точприбор» (г. Новосибирск), главный конструктор – С.И. Михаленко. Производится ФГУП «ПО Новосибирский приборостроительный завод».